# قصيع شلف (العدين)

تعديل مصدري - تعديل

قصيع شلف هي إحدى قرى عزلة شلف بمديرية العدين التابعة لمحافظة إب، بلغ تعداد سكانها 994 نسمة حسب تعداد اليمن لعام 2004.